# Коктепа
Коктепа — остатки древнего городища в 30 км к северу от Самарканда, рядом со степным коридором и недалеко от канала Булунгур. Оно является ключевым городищем для понимания процессов сосуществования кочевников и оседлых и реконструкции генезиса урбанизации равнины Зеравшана в эпоху железного века.
Городище Коктепа известно еще с 1970-х годов. В разные годы там велись археологические изыскания. В частности, в 1984 году на этом городище работали И. Д. Иваницкий и О. Н. Иневаткнна. В 1987—1988 годах, при составлении Свода археологических памятников Пайарыкского района Самаркандской области, городище посещали М. X. Исамиддинов и Г. А. Вафаев. Однако тогда исследователи еще не знали, что нижние слои этого памятника относятся к эпохе раннежелезного века.
Отсутствие крупных населенных пунктов эпохи культуры лепной расписной керамики в Зеравшанской долине в значительной мере мешало пониманию уровня развития племен эпохи раннежелезного века на территории всего Согда. Решению этой актуальной задачи во многом способствовали открытия сотрудников совместной узбекско-французской экспедиции, работающей с 1989 года в зоне Самаркандского Согда. В частности, в начале 1990-х годов на Афрасиабе было выявлено наличие оборонительной стены из плоско-выпуклых кирпичей, напоминающих кирпичи с городища Коктепа. После этого был организован выезд на городище Коктепа сотрудников экспедиции во главе с французским академиком П. Бернаром, и с 1993 года там велись археологические раскопки.
Коктепа, в отличие от соседнего Афрасиаба, был покинут очень рано. Последние следы его урбанистического обживания не поднимаются выше начала эпохи Селевкидов и свидетельства последующего присутствия населения ограничиваются несколькими захоронениями кочевников III—II веков до нашей эры, захоронением принцессы кангюйско-протоаланского происхождения I века нашей эры, а также отдельными следами полуземлянок эпохи средних веков домонгольского времени и кладбищем.
В ходе работ на городище найдено большое количество каменных орудий труда, характеризующих различные виды хозяйственной деятельности. О занятиях земледелием говорят находки зернотерок и курантов; об обработке металла — каменные молотки, наковальни и абразивы; дерево обрабатывали при помощи тесел и скобелей; шкуры очищали каменными скребками. Большой интерес представляют и каменные серпы, применявшиеся для жатвы созревших зерновых.